# شهرستان فهرج
شهرستان فهرج یکی از شهرستان‌های استان کرمان ایران است. مرکز این شهرستان، شهر فهرج است.
این شهرستان در تاریخ ۳۱ خرداد ۱۳۸۸ از شهرستان بم جدا شد و مستقل گردید.

## پیشینه نام
فهرج در طول سالیان دارای نام‌های مختلفی بوده‌است، به‌گونه‌ای که درآغاز پرّه یا پهره خوانده می‌شد و بر طبق گفته مطلعین بومی، پره یعنی کناره و محل پرت می‌باشد؛ زیرا این آبادی نسبت به کرمان فاصله زیادی داشته‌است. پس از حمله افغان‌ها و بلوچ‌ها، فهرج به پهرگ تبدیل شده و پس از ورود اعراب به ایران، به دلیل عدم وجود حروف پ و گ در زبان عربی به تدریج به فهرج تبدیل شده‌است.

## موقعیت جغرافیایی
شهرستان فهرج از شمال با شهرستان کرمان، از شرق با شهرستان زاهدان استان سیستان و بلوچستان، از جنوب شرقی تا جنوب با شهرستان ریگان، از جنوب غربی با شهرستان گنبکی و از غرب با شهرستان نرماشیر همسایه است.

## آب و هوا
آب و هوای شهرستان فهرج در تابستان، گرم و خشک و در زمستان، سرد و خشک است؛ همچنین دمای هوا در تابستان گاهی به ۵۰ درجه سانتی‌گراد نیز می‌رسد.

## محصولات کشاورزی
شهرستان فهرج یکی از قطب‌های تولید خرمای مرغوب مضافتی می‌باشد و همچنین از دیگر محصولات کشاورزی این منطقه می‌توان به مرکبات اشاره کرد.

## آثار تاریخی

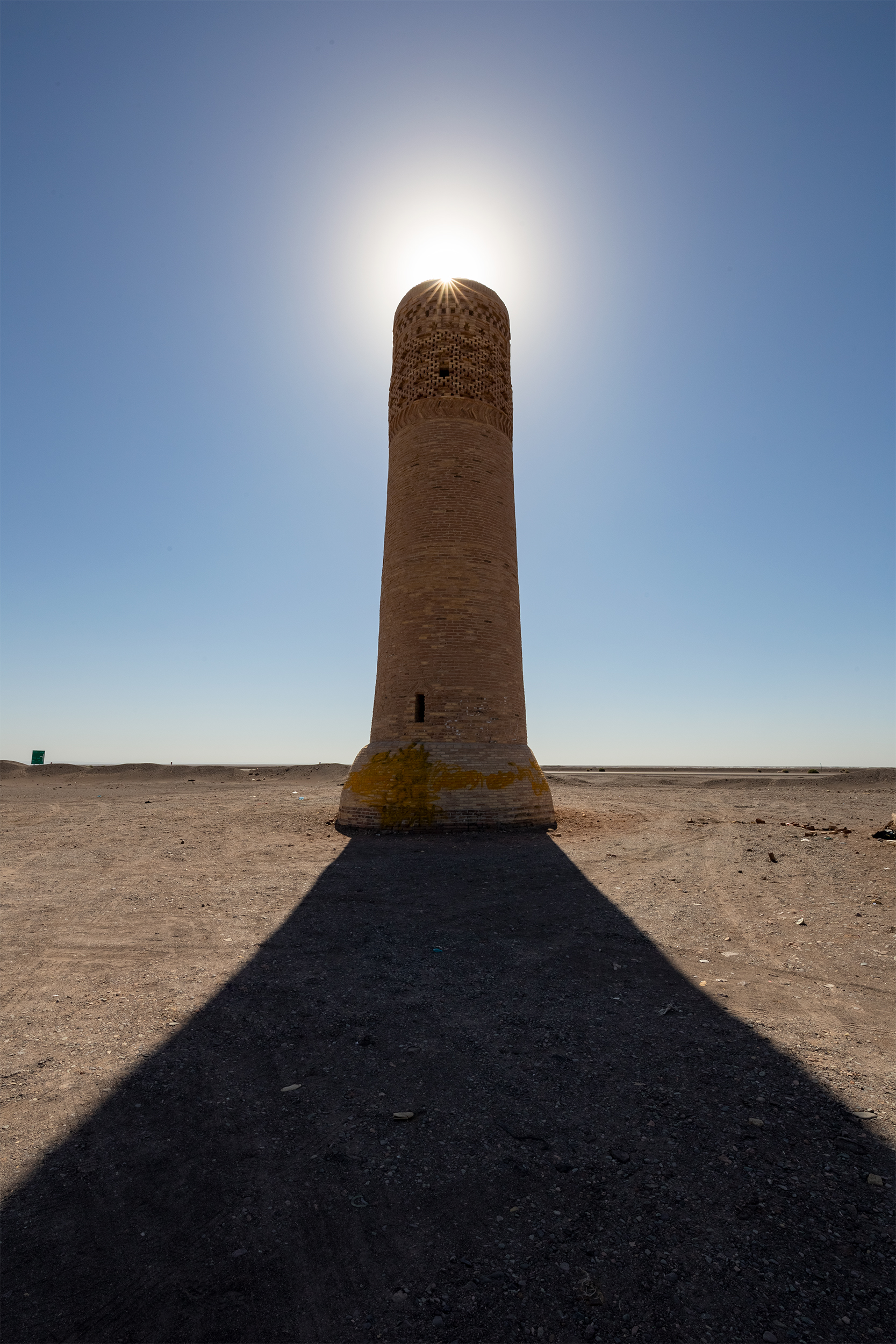
برج نادری

از آثار تاریخی شهرستان می‌توان به میل نادری (ساخته شده در دوران سلجوقیان و بازسازی شده در دوران نادرشاه) و همچنین قلعه تاریخی برج معاذ (واقع در روستای برج معاذ و مربوط به دوره ساسانیان) اشاره کرد.

## تقسیمات کشوری
شهرستان فهرج دارای ۲ بخش، ۴ دهستان و ۲ شهر به شرح زیر است:

### شهرستان فهرج
| بخش       | مرکز بخش       | جمعیت بخش ۱۳۹۵ | نام دهستان | مرکز دهستان     | جمعیت دهستان ۱۳۹۵ | شهر            | جمعیت شهر ۱۳۹۵ |
| --------- | -------------- | -------------- | ---------- | --------------- | ----------------- | -------------- | -------------- |
| مرکزی     | فهرج           | ۳۹٬۸۲۰ نفر     | برج اکرم   | برج اکرم        | ۱۹٬۱۶۵ نفر        | فهرج           | ۶٬۸۷۶ نفر      |
| مرکزی     | فهرج           | ۳۹٬۸۲۰ نفر     | فهرج       | فهرج            | ۱۳٬۷۷۹ نفر        | فهرج           | ۶٬۸۷۶ نفر      |
| نگین کویر | دهنو اسلام‌آباد | ۲۶٬۶۱۷ نفر     | نگین کویر  | دهنو اسلام‌آباد  | ۲۰٬۴۷۴ نفر        | دهنو اسلام‌آباد | ۳٬۳۶۷ نفر      |
| نگین کویر | دهنو اسلام‌آباد | ۲۶٬۶۱۷ نفر     | چاهدگال    | حسن‌آباد چاهدگال | ۲٬۷۷۶ نفر         | دهنو اسلام‌آباد | ۳٬۳۶۷ نفر      |

## جمعیت
بر پایه سرشماری عمومی نفوس و مسکن در سال ۱۳۹۵، جمعیت شهرستان فهرج برابر با ۶۶٬۷۹۱ نفر بوده است.